# Purpuricenus dimidiatus
Purpuricenus dimidiatus là một loài bọ cánh cứng trong họ Cerambycidae.